# Sagrada Familia y donantes (Carpaccio)
La Sagrada Familia Santa y donantes es una pintura del artista del Renacimiento italiano Vittore Carpaccio. Está en el Museo Calouste Gulbenkian, en Lisboa, Portugal.
Muestra la Sagrada Familia a la izquierda, y dos donantes con ricas ropas en el lado derecho, adorando el Cristo Niño en el centro. En el fondo hay un paisaje imaginario, con los Reyes Magos cabalgando hacia la escena principal.